# أمفوتيريسين ب
أمفوتيراسين ب (بالإنجليزية: Amphotericin B)‏
و هو مركب ينتمي لمجموعة البولين وغالباً ما يستخدم لعلاج العدوى الجهازية الفطرية عن طريق الحقن بالوريد. تم استخلاصه من المتسلسلة العقدة Streptomyces nodosus في عام 1955. تم اشتقاق اسمه من كلمة لاتينية وتعني «الاثنين» وهي كلمة تستخدم كيميائياً لتعبر عن قدرة المركب على التفاعل كحمض وكقلوي. ولقد عرف نوعين من هذه المركبات هي أمفوتيراسين أ وأمفوتيراسين ب الحر ولكن الأخير هو المستخدم في علاج الحلات المرضية. حالياً يتواجد هذا المركب في عدة أشكال إما على شكل أمفوتيراسين ب أو على شكل معقد مع كبريتات الكوليسترول أو على شكل معقد مع الدهون أو على شكل صيغ مع الليبوزوم. حيث أن هذه الصيغ تم تطويرها لتحسين مقاومة المريض ولكنها أظهرت حركية دوائية تختلف عن خواص الأمفوتيراسين ب الحر.

## الاستطبابات
إما أن يتم استخدامه على شكل جرعات تعطى عن طريق الفم في علاج حالات مثل القلاع المتسبب بالمبيضات وتعتبر غير سامة، نظرياً، إذا ما قورنت بالجرعات التي تعطى عن طريق الوريد. أو تعطى عن طريق الوريد لعلاج العدوى الفطرية الجهازية.
كما يمكن أن يعطى كمعالجة تجريبية في الحالات الإسعافية عند المرضى الذي يعانون من الحمى مع خلل في جهازهم المناعي ووعدم استجابتهم لمضادات حيوية واسعة الطيف.

## آلية التأثير
كما هو الحال في باقي المضادات الفطرية المنتمية لمجموعة البولين يرتبط أمفوتيراسين بالأرجستيرول، المكون الرئيس للغشاء السيتوبلازمي في الفطور، كما أنه يؤدي، عند توافره بتراكيز مناسبة، إلى إحداث ثقوب في هذا الغشاء الأمر الذي يؤدي إلى تسرب البوتاسيوم خارج الخلية وبالتالي موت الخلية. في الوقت الحاضر أثبت العلماء بأن تشكيل هذه الثقوب ليس له علاقة بموت الخلية ((Angewandte Chemie Int. Ed. Engl. 2004)). حيث يعتقد بأن أمفوتيراسين ب يتفاعل مع مع أرجستيرول الغشاء مما يمهد لتشكيل قنوات عبور في الغشاء. تلعب تفاعلات جزيئات الهدروجين، الموجودة داخل الخلية، مع الهدروكسيل والكاربوكسيل والمجموعات الأمينية دوراً في استقرار تلك القنوات وإبقائها مفتوحة وأيضاً السماح للبلازما الخلوية للتسرب للخارج.

## التأثيرات الجانبية
أمفوتيراسين ب معروف بتأثيراته السمية الجانبية القاتلة. تتجلى الأعراض الحادة بعد 1-3 ساعات على شكل حمى مرتفعة مع رعشة برودة، انخفاض ضغط الدم، فقدان الشهية، نعاس، قيء، صداع، صعوبة التنفس وسرعته.
إعطاء أمفوتيراسين ب عن طريق الوريد أيضاً يكون مصحوباً بأضرار معتددة للأعضاء وذلك في الجرعات العلاجية. حيث تم تسجيل حالات أضرار كلوية (على شكل أضرار في النيفرونات الكلوية) والتي تكون أحياناً غير قابلة للترميم. مع العلم بأن مشتقات الأمفوتيراسين ب المصنعة على شكل ليبوزومات تخفف من هذه الأضرار السمية. كما يمكن أن يحدث خلل في شوراد الجسم مثل انخفاض بوتاسيوم الدم أو كالسيوم الدم. أما في الكبد فيعد زيادة أنزيمات الكبد وسمية الكبد من التأثيرات الشائعة. كما تحدث عدة مشاكل في جهاز الدوران بالإضافة إلى أشكال من تفاعلات جلدية.

## التفاعل
إن تواجد هذا الدواء مع مركبات أخرى قد يؤدي إلى تأثيرات متعددة منها:
- مع الفلوسايتوسين Flucytosine تزداد سمية كلا المركبين.
- مع السيسبلاتين Cisplatin تزداد السمية الكلوية ومخاطر الإصابة بنقص بوتاسيوم الدم.
- مع الستيروئيدات القشرية Corticosteroids تزداد احتمالية حدوث نقص بوتاسيوم الدم.
- مع مركبات المسببة لسمية الكلى تزداد احتمالية تخرب الكلى وانخفاض الضغط.

## أقرأ أيضاً
- مضادات الفطور
- نيستاتين

## وصلات خارجية
- Fungisome web site run by Lifecare Innovations
- AmBisome web site run by Astella Pharma
- "Special issue". Journal of Postgraduate Medicine. ج. 51 ع. Suppl. 2005. مؤرشف من الأصل في 2011-07-13.